# Auxelles-Haut
Auxelles-Haut település Franciaországban, Territoire de Belfort megyében. Lakosainak száma 287 fő (2022. január 1.). Auxelles-Haut Lepuix, Auxelles-Bas, Plancher-Bas, Plancher-les-Mines és Giromagny községekkel határos.

## Népesség
A település népességének változása:
| Lakosok száma | 304  | 294  | 301  | 289  | 287  | 286  | 284  | 283  | 287  |
|               | 2013 | 2015 | 2016 | 2017 | 2018 | 2019 | 2020 | 2021 | 2022 |